# Zawidz (gromada)
Zawidz (alt. Zawidz Kościelny) – dawna gromada, czyli najmniejsza jednostka podziału terytorialnego Polskiej Rzeczypospolitej Ludowej w latach 1954–1972.
Gromady, z gromadzkimi radami narodowymi (GRN) jako organami władzy najniższego stopnia na wsi, funkcjonowały od reformy reorganizującej administrację wiejską przeprowadzonej jesienią 1954 do momentu ich zniesienia z dniem 1 stycznia 1973, tym samym wypierając organizację gminną w latach 1954–1972.
Gromadę Zawidz z siedzibą GRN w Zawidzu (Kościelnym) utworzono – jako jedną z 8759 gromad na obszarze Polski – w powiecie sierpeckim w woj. warszawskim, na mocy uchwały nr VI/10/19/54 WRN w Warszawie z dnia 5 października 1954. W skład jednostki weszły obszary dotychczasowych gromad Grabowo, Skoczkowo, Zawidz, Zgagowo Nowe i Zgagowo Wieś ze zniesionej gminy Kosemin oraz obszary dotychczasowych gromad Zawidz Mały i Żabowo ze zniesionej gminy Koziebrody w tymże powiecie. Dla gromady ustalono 23 członków gromadzkiej rady narodowej.
31 grudnia 1961 do gromady Zawidz włączono wsie Jaworowo-Jastrzębie, Jaworowo-Kłódź, Jaworowo-Kolonia, Jaworowo-Lipa i Kosemin ze zniesionej gromady Kosemin w tymże powiecie.
Gromada przetrwała do końca 1972 roku, czyli do kolejnej reformy gminnej. 1 stycznia 1973 w powiecie sierpeckim utworzono gminę Zawidz.